# Hinko Kroder
Hinko Kroder (Rüdenhausen, 6. lipnja 1877. – ?, 26. rujna 1945.) bio je svećenik Zagrebačke nadbiskupije u župi Vratišinec. Komunisti su ga odveli iz župe, te kasnije ubili.

## Životopis
Hinko (Heinrich) Kroder rodio se u Rüdenhausenu u župi Wiesentheid u Bavarskoj. Dana 24. svibnja 1902. nakon završenog studija teologije na Gregorijani u Rimu zaređen je za svećenika. Nakon ređenja vršio je duhovničku službu kod Sestara milosrdnica. Do 1906. bio je duhovnik njihove bolnice, zatim je do 1913. bio njihov ispovjednik, a od 1913. bio je duhovnik novakinjama u samostanu. Godine 1908. prešao je u kler Zagrebačke nadbiskupije, te je dobio državljanstvo i zavičajno pravo grada Zagreba. Od 1904. do 1914. bio je kateheta na njemačkoj evangeličkoj školi za mladež - za polaznike pučke i građanske škole. 
Dana 1. lipnja 1919. postavljen je za upravitelje, a 16. ožujka 1921. za župnika župe Vratišinec. Nakon završetka rata Hinko Kroder odveden je od lokalnih komunista u Čakovec, a kasnije je prebačen u Varaždin. Dana 9. srpnja 1945. osuđen je na strijeljanje koje je izvršeno 25. rujna 1945. na rijeci Dravi. Za grob mu se ne zna.

## Službe
- duhovnik bolnice sestara milosrdnica 1902. – 1906.
- ispovjednik sestara milosrdnica 1906. – 1913.
- duhovnik novakinja u samostanu 1913.
- kateheta na njemačkoj evangeličkoj školi za mladež 1904. – 1914.
- upravitelj župe Vratišinec 1919. – 1921.
- župnik župe Vratišinec 1921. – 1945.

## Vanjske poveznice
- Iz martirologija biskupije Würzburg[neaktivna poveznica]